# Scutogona mutica
Scutogona mutica är en mångfotingart som beskrevs av Ribaut 1913. Scutogona mutica ingår i släktet Scutogona och familjen Chamaesomatidae. Inga underarter finns listade i Catalogue of Life.